# Résolution 86 du Conseil de sécurité des Nations unies
Membres permanents
- Chine (Taïwan)
- États-Unis
- France
- Royaume-Uni
- URSS

Membres non permanents
- Cuba
- Égypte
- Équateur
- Inde
- Norvège
- Yougoslavie

Résolution no 85 Résolution no 87
La résolution 86 est une résolution du Conseil de sécurité de l'ONU qui a été votée le 26 septembre 1950 concernant l'Indonésie et qui recommande à l'assemblée générale des Nations unies d'admettre ce pays comme nouveau membre.
L'abstention est celle de la Chine.

## Contexte historique
À la suite de cette résolution ce pays est admis à l'ONU le 28 septembre 1950 ,.

## Texte
- Résolution 86 sur fr.wikisource.org
- Résolution 86 sur en.wikisource.org